# Euroliga da FIBA de 1999–2000
A Euroliga da FIBA de 1999–2000 foi a 43ª edição da competição de clubes de nível mais alto na Europa (agora chamada simplesmente de Euroliga). A competição começou em 23 de setembro de 1999 e terminou em 20 de abril de 2000.
O Final Four da competição aconteceu na Arena P.A.O.K. em Salonica com o Panathinaikos derrotando o Maccabi Tel Aviv na final diante de 8.500 espectadores. O Efes Pilsen terminou na terceira posição ao vencer o FC Barcelona.

## Sistema de competição
- 24 equipes (os campeões nacionais das melhores ligas nacionais e um número variável de outros clubes das principais ligas nacionais). A competição culminou em um Final Four.

## Equipes
| Varese Rosters         | Olympiacos Pireu | ASVEL                  | Cibona VIP      |
| Benetton Treviso       | Panathianaikos   | Pau-Orthez             | Budućnost       |
| Paf Wennington Bologna | PAOK             | Cholet                 | Crvena Zvezda   |
| FC Barcelona           | Efes Pilsen      | ALBA Berlin            | União Olimpija  |
| Real Madrid TEKA       | Tofaş            | Maccabi Elite Tel Aviv | CSKA Moscou     |
| Caja San Fernando      | Ülker            | Žalgiris Kaunas        | Pivovarna Laško |

## Primeira rodada
|   | Equipe           | P  | V | D | PF  | PS  | Dif  |
| - | ---------------- | -- | - | - | --- | --- | ---- |
| 1 | FC Barcelona     | 10 | 9 | 1 | 780 | 685 | 95   |
| 2 | CSKA Moscou      | 10 | 7 | 3 | 754 | 705 | 49   |
| 3 | Benetton Treviso | 10 | 6 | 4 | 700 | 675 | 25   |
| 4 | PAOK             | 10 | 5 | 5 | 730 | 680 | 50   |
| 5 | Cholet           | 10 | 2 | 8 | 640 | 711 | –71  |
| 6 | Crvena Zvezda    | 10 | 1 | 9 | 636 | 784 | –148 |

|   | Equipe           | P  | V | D | PF  | PS  | Dif |
| - | ---------------- | -- | - | - | --- | --- | --- |
| 1 | Panathianaikos   | 10 | 9 | 1 | 802 | 690 | 112 |
| 2 | Union Olimpija   | 10 | 5 | 5 | 776 | 791 | –15 |
| 3 | Real Madrid TEKA | 10 | 5 | 5 | 714 | 743 | –29 |
| 4 | ALBA Berlin      | 10 | 5 | 5 | 734 | 747 | –14 |
| 5 | Tofaş            | 10 | 4 | 6 | 715 | 738 | –23 |
| 6 | Žalgiris Kaunas  | 10 | 2 | 8 | 719 | 751 | –32 |

|   | Equipe                 | P  | V | D | PF  | PS  | Dif  |
| - | ---------------------- | -- | - | - | --- | --- | ---- |
| 1 | ASVEL                  | 10 | 8 | 2 | 711 | 645 | 66   |
| 2 | Olympiacos Pireu       | 10 | 6 | 4 | 668 | 627 | 41   |
| 3 | Maccabi Elite Tel Aviv | 10 | 6 | 4 | 773 | 714 | 59   |
| 4 | Ülker                  | 10 | 5 | 5 | 756 | 770 | –14  |
| 5 | Varese Rosters         | 10 | 3 | 7 | 715 | 762 | –47  |
| 6 | Pivovarna Laško        | 10 | 2 | 8 | 712 | 817 | –105 |

|   | Equipe                 | P  | V | D | PF  | PS  | Dif |
| - | ---------------------- | -- | - | - | --- | --- | --- |
| 1 | Efes Pilsen            | 10 | 6 | 4 | 707 | 678 | 29  |
| 2 | Cibona VIP             | 10 | 6 | 4 | 744 | 759 | –15 |
| 3 | Paf Wennington Bologna | 10 | 6 | 4 | 729 | 703 | 26  |
| 4 | Budućnost              | 10 | 5 | 5 | 760 | 746 | 14  |
| 5 | Caja San Fernando      | 10 | 5 | 5 | 699 | 689 | 10  |
| 6 | Pau-Orthez             | 10 | 2 | 8 | 686 | 750 | –64 |

## Segunda rodada
(As pontuações e classificações individuais da primeira rodada são acumuladas na segunda rodada)
Se um ou mais clubes estiverem empatados, o desempate será na seguinte ordem:
1. Confronto entre os clubes empatados
2. Diferença de pontos nos jogos entre os clubes empatados
3. Diferença de pontos em todas as partidas do grupo (primeiro desempate se os clubes não estiverem no mesmo grupo)
4. Pontos marcados em todos os jogos do grupo
5. Soma dos quocientes de pontos marcados e pontos permitidos em cada partida do grupo

| Os quatro primeiros lugares de cada grupo avançam para o Playoff |

|   | Equipe           | P  | V  | D  | PF   | PS   | Dif |     |
| - | ---------------- | -- | -- | -- | ---- | ---- | --- | --- |
| 1 | FC Barcelona     | 16 | 12 | 4  | 1183 | 1091 | 92  | 32  |
| 2 | CSKA Moscou      | 16 | 9  | 7  | 1216 | 1182 | 34  | 268 |
| 3 | Benetton Treviso | 16 | 9  | 7  | 1156 | 1139 | 17  | 136 |
| 4 | ALBA Berlin      | 16 | 9  | 7  | 1174 | 1186 | –12 | 123 |
| 5 | Tofaş            | 16 | 8  | 8  | 1193 | 1171 | 22  | 154 |
| 6 | Žalgiris Kaunas  | 16 | 4  | 12 | 1148 | 1200 | –52 | 248 |

|   | Equipe           | P  | V  | D  | PF   | PS   | Dif  |
| - | ---------------- | -- | -- | -- | ---- | ---- | ---- |
| 1 | Panathianaikos   | 16 | 13 | 3  | 1246 | 1084 | 162  |
| 2 | Union Olimpija   | 16 | 10 | 6  | 1201 | 1175 | 26   |
| 3 | Real Madrid TEKA | 16 | 10 | 6  | 1227 | 1187 | 40   |
| 4 | PAOK             | 16 | 7  | 9  | 1140 | 1114 | 26   |
| 5 | Cholet           | 16 | 3  | 13 | 1054 | 1186 | –132 |
| 6 | Crvena Zvezda    | 16 | 1  | 15 | 1034 | 1257 | –223 |

|   | Equipe                 | P  | V  | D  | PF   | PS   | Dif |
| - | ---------------------- | -- | -- | -- | ---- | ---- | --- |
| 1 | Maccabi Elite Tel Aviv | 16 | 12 | 4  | 1182 | 1050 | 132 |
| 2 | ASVEL                  | 16 | 11 | 5  | 1107 | 1056 | 51  |
| 3 | Olympiacos Pireu       | 16 | 10 | 6  | 1117 | 1045 | 72  |
| 4 | Budućnost              | 16 | 7  | 9  | 1164 | 1168 | –4  |
| 5 | Caja San Fernando      | 16 | 6  | 10 | 1068 | 1107 | –39 |
| 6 | Pau-Orthez             | 16 | 4  | 12 | 1078 | 1164 | –86 |

|   | Equipe                 | P  | V  | D  | PF   | PS   | Dif  |
| - | ---------------------- | -- | -- | -- | ---- | ---- | ---- |
| 1 | Efes Pilsen            | 16 | 11 | 5  | 1221 | 1142 | 79   |
| 2 | Paf Wennington Bologna | 16 | 10 | 6  | 1198 | 1145 | 53   |
| 3 | Cibona VIP             | 16 | 10 | 6  | 1201 | 1207 | –6   |
| 4 | Ülker                  | 16 | 8  | 8  | 1204 | 1235 | –31  |
| 5 | Varese Rosters         | 16 | 5  | 11 | 1186 | 1240 | –54  |
| 6 | Pivovarna Laško        | 16 | 2  | 14 | 1147 | 1314 | –167 |

## Playoffs

### Oitavas de finais
| Equipe 1               | Agr.  | Equipe 2         | 1º Jogo | 2º Jogo | 3º Jogo |
| ---------------------- | ----- | ---------------- | ------- | ------- | ------- |
| Union Olimpija         | 2 - 1 | Olympiacos Pireu | 65 - 61 | 52 - 68 | 85 - 67 |
| FC Barcelona           | 2 - 1 | Ülker            | 78 - 73 | 60 - 63 | 86 - 65 |
| Paf Wennington Bologna | 2 - 0 | Benetton Treviso | 82 - 73 | 77 - 61 | -       |
| Maccabi Elite Tel Aviv | 2 - 1 | P.A.O.K.         | 77 - 62 | 55 - 67 | 78 - 62 |
| CSKA de Moscovo        | 1 - 2 | Cibona VIP       | 72 - 75 | 75 - 55 | 69 - 78 |
| Panathinaikos          | 2 - 1 | Budućnost        | 65 - 59 | 64 - 77 | 78 - 61 |
| ASVEL                  | 2 - 0 | Real Madrid TEKA | 72 - 59 | 85 - 73 | -       |
| Efes Pilsen            | 2 - 0 | ALBA Berlin      | 90 - 81 | 93 - 73 | -       |

nota:(p) partida vencida na prorrogação

### Quartas de finais
| Equipe 1               | Agr.  | Equipe 2               | 1º Jogo | 2º Jogo | 3º Jogo |
| ---------------------- | ----- | ---------------------- | ------- | ------- | ------- |
| FC Barcelona           | 2 - 1 | Union Olimpija         | 70 - 67 | 64 -71  | 71 - 66 |
| Maccabi Elite Tel Aviv | 2 - 1 | Paf Wennington Bologna | 62 - 65 | 80 - 73 | 79 - 64 |
| Panathinaikos          | 2 - 0 | Cibona VIP             | 73 - 62 | 69 - 63 | -       |
| Efes Pilsen            | 2 - 1 | ASVEL                  | 93 - 85 | 60 - 77 | 68 - 66 |

## Final four

### Semifinais
18 de abril, Arena P.A.O.K., Salonica
| Equipe 1      | Placar  | Equipe 2               |
| ------------- | ------- | ---------------------- |
| FC Barcelona  | 51 - 65 | Maccabi Elite Tel Aviv |
| Panathinaikos | 81 - 71 | Efes Pilsen            |

### 3º colocado
20 de abril, Arena P.A.O.K., Salonica
| Equipe 1     | Placar  | Equipe 2    |
| ------------ | ------- | ----------- |
| FC Barcelona | 69 - 75 | Efes Pilsen |

### Final
20 de abril, Arena P.A.O.K., Salonica
| Equipe 1               | Placar  | Equipe 2      |
| ---------------------- | ------- | ------------- |
| Maccabi Elite Tel Aviv | 67 - 73 | Panathinaikos |

### Classificação final
|  | Equipe                 |
|  | ---------------------- |
|  | Panathinaikos          |
|  | Maccabi Elite Tel Aviv |
|  | Efes Pilsen            |

## Prêmios

### Cestinha da FIBA EuroLeague
- Miljan Goljović ( Pivovarna Laško)

### MVP do Final Four
- Željko Rebrača ( Panathinaikos )

### Cestinha das Finais
- Nate Huffman ( Maccabi Elite Tel Aviv)

### FIBA EuroLeague All-Final Four Team
| FIBA EuroLeague All-Final Four Team |                  |       |
| Player                              | Team             | Ref.  |
| Oded Kattash                        | Panathinaikos    | [ 3 ] |
| Hedo Türkoğlu                       | Efes             |       |
| Dejan Bodiroga                      | Panathinaikos    |       |
| Nate Huffman                        | Maccabi Tel Aviv |       |
| Željko Rebrača (MVP)                | Panathinaikos    |       |

| FIBA Euroliga de 1999–2000 Campeão |
| ---------------------------------- |
| Panathinaikos Atenas 2º Título     |